# Hottentotta ugandaensis
Espèce
Hottentotta ugandaensis est une espèce de scorpions de la famille des Buthidae.

## Distribution
Cette espèce est endémique d'Ouganda.

## Étymologie
Son nom d'espèce, composé de uganda et du suffixe latin -ensis, « qui vit dans, qui habite », lui a été donné en référence au lieu de sa découverte, l'Ouganda.

## Publication originale
- Kovařík, 2013 : « Family Buthidae. » Illustrated catalogue of scorpions Part II Bothriuridae: Buthidae I, genera Compsobuthus, Hottentotta, Isometrus, Lychas and Sassanidotus, Prague, Clarion Production, p. 145-212.